# Noctua connuba
Noctua connuba är en fjärilsart som beskrevs av Jacob Hübner 1822. Noctua connuba ingår i släktet Noctua och familjen nattflyn. Inga underarter finns listade i Catalogue of Life.